# Chrysogorgia okinosensis
Chrysogorgia okinosensis är en korallart som beskrevs av Sôichirô Kinoshita 1913. Chrysogorgia okinosensis ingår i släktet Chrysogorgia och familjen Chrysogorgiidae. Inga underarter finns listade i Catalogue of Life.